# Ferenc Pelvássy
Ferenc Pelvássy (* 4. November 1910 in Budapest; † 6. Oktober 1980 ebenda) war ein ungarischer Radrennfahrer und nationaler Meister im Radsport.

## Sportliche Laufbahn
Pelvássy war Teilnehmer der Olympischen Sommerspiele 1936 in Berlin. Er startete im Tandemrennen und belegte mit Miklós Németh beim Sieg von Ernst Ihbe und Carl Lorenz den 11. Platz. Er startete auch mit dem ungarischen Vierer (mit István Liszkay, László Orczán und Miklós Németh) in der Mannschaftsverfolgung und kam dabei auf den 7. Rang.
Von 1946 bis 1949 gewann er die nationale Meisterschaft in der Mannschaftsverfolgung.

## Berufliches
Anfang der 1950er Jahre war er als Nationaltrainer in Ungarn tätig.